# Hepcidina
A hepcidina é uma proteína que, em humanos, é codificada pelo gene HAMP. A hepcidina é um regulador chave da entrada do ferro para a circulação em mamíferos.
Nas condições em que o os níveis de hepcidina se encontram anormalmente elevados, tais como inflamação, o ferro sérico cai devido ao "aprisionamento" dos estoques de ferro dentro de macrófagos e hepatócitos e diminuição da absorção intestinal de ferro. Isso normalmente leva à anemia devido a uma quantidade inadequada de ferro sérico estar disponível para o desenvolvimento e maturação dos eritrócitos. Quando os níveis de hepcidina estão anormalmente diminuídos, como na hemocromatose, a sobrecarga de ferro ocorre devido ao aumento do efluxo de ferro dos estoques intestinais mediado pela proteína ferroportina e uma maior absorção intestinal de ferro.

## Estrutura
A hepcidina existe como um pré-pró-hormônio (84 aminoácidos), pró-hormônio (60 aminoácidos), e o hormônio (25 aminoácidos). Vinte - e 22 - aminoácidos metabólitos da hepcidina também podem ser encontrados na urina. Exclusão do 5 N-terminal de aminoácidos resulta em perda de função. A conversão da pró-hepcidina para hepcidina é mediada pela pró-hormônio convertase furina. Esta conversão pode ser regulada pela alfa-1 antitripsina.
A hepcidina é um polipeptídeo dobrado  com 32% de folha-beta e uma estrutura de hairpin loop estabilizada por 4 ligações dissulfeto. A estrutura da hepcidina foi determinada através do método de RMN. Estudos com RMN mostraram um novo modelo para a hepcidina: à temperatura ambiente, a proteína interconverte entre duas conformações, que poderiam ser estabelecidas individualmente pela variação de temperatura. A estrutura de solução da hepcidina foi determinada em 325 K (51,85 ºC) e 253 K (-20,15 ºC) em água super resfriada. A análise de raios-X de um co-cristal com a Fab revelou uma estrutura semelhante à estrutura da RNM em alta temperatura.

## Função

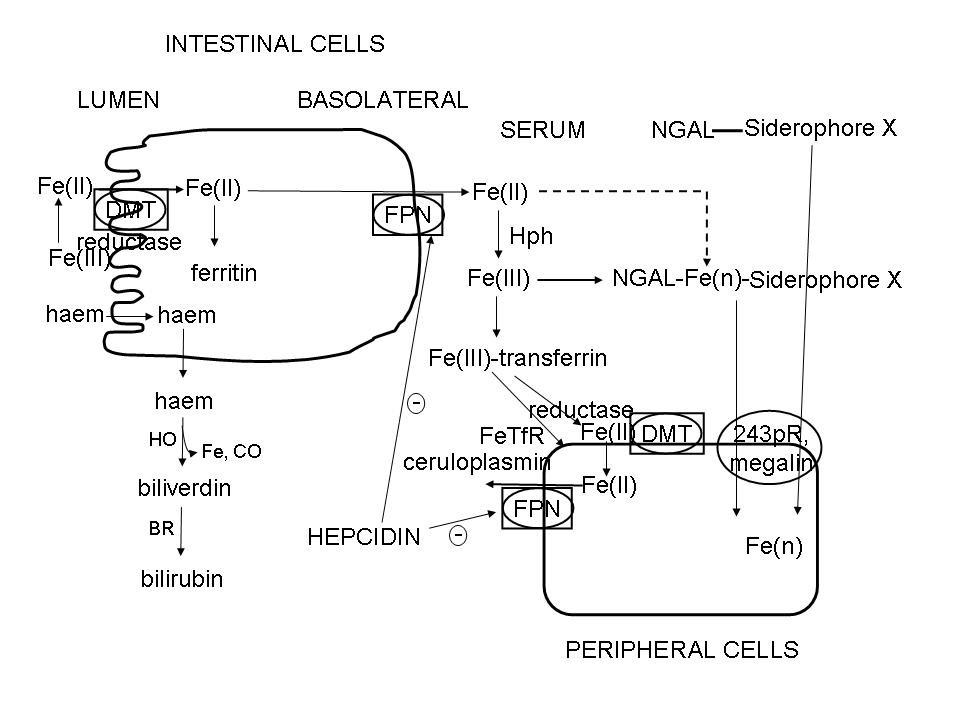
Diagrama mostrando como a hepcidina controla os níveis de ferroportina (FPN) que, por sua vez, controlam a entrada de ferro na circulação.

A hepcidina é um regulador do metabolismo do ferro. Ela inibe o transporte do ferro através da ligação ao canal de transporte do ferro absorvido para a circulação, a ferroportina , que está localizado na superfície basolateral dos enterócitos intestinais e na membrana plasmática das células retículo-endoteliais (macrófagos). A hepcidina, em última análise, rompe a proteína transportadora no lisossomo. A inibição da ferroportina impede o ferro de ir para a corrente sanguínea e, consequentemente, o mantém sequestrado nas células. Inibindo a ferroportina, a hepcidin impede enterócitos de introduzirem o ferro no sistema porta hepático, reduzindo a absorção do ferro dietético. A liberação de ferro armazenado nos macrófagos também é reduzida pela inibição da ferroportina. O aumento da atividade da hepcidina é parcialmente responsável pela redução da disponibilidade de ferro vista na anemia da inflamação crônica, como a insuficiência renal.
Qualquer uma das várias mutações no gene da hepcidina resulta na hemocromatose juvenil. A maioria dos casos de hemocromatose juvenil são devido a mutações na hemojuvelina. Mutações no TMPRSS6 podem causar anemia através da desregulação da hepcidina.
A hepcidina tem uma forte atividade antimicrobiana contra E. coli ML35P, N. cinerea e fraca atividade antimicrobiana contra S. epidermidis, S. aureus e estreptococos do Grupo B. Ativa contra o fungo C. albicans. Nenhuma atividade contra P. aeruginosa.

## Regulação
A síntese e secreção da hepcidina pelo fígado é controlada pelos estoques de ferro dentro dos macrófagos, pela inflamação, hipóxia e pela eritropoiese. Os macrófagos se comunicam com os hepatócitos para regular a liberação da hepcidina para a circulação através de oito diferentes proteínas: hemojuvelina, proteína da hemocromatose hereditária, receptor de transferrina 2, proteína óssea morfogenética 6 (BMP6), matriptase-2, neogenina, receptores de BMP, e transferrina.
Eritroferrona, produzida nos eritroblastos, foi identificada como inibidora da hepcidina e, portanto, providencia mais ferro para a síntese da hemoglobina em situações como o estresse na eritropoiese.
Demonstrou-se que a vitamina D diminui a hepcidina em modelos celulares que analisam a transcrição e quando administrada em grandes doses a voluntários humanos. A função ideal da hepcidina pode ser baseada na presença adequada de vitamina D no sangue.

## História
O peptídeo foi inicialmente chamado de LEAP-1 (proteína antimicrobiana expressa pelo fígado, Liver-Expressed Antimicrobial Protein), quando foi descrita pela primeira vez no ano de 2000. Mais tarde, um peptídeo associado com a inflamação foi descoberto, e nomeado "hepcidina" após a observação de que era produzida no fígado ("hep-") e parecia ter propriedades bactericidas ("-cide" de "homicídio"). Embora seja principalmente sintetizada no fígado, quantidades menores são sintetizados em outros tecidos, tais como as células de gordura.
A hepcidina foi descoberta pela primeira vez em urina humana e no soro em 2000.
Logo após esta descoberta, os pesquisadores descobriram que a produção de hepcidina em ratos aumenta em condições de sobrecarga de ferro bem como na inflamação. Ratos modificados geneticamente  para uma super expressão de hepcidina morreram logo após o nascimento com grave deficiência de ferro, mais uma vez sugerindo um papel  central e não redundante na regulação do ferro. A primeira evidência ligando a hepcidina com a condição clínica conhecida como anemia das doenças crônicas veio do laboratório de Nancy Andrews, em Boston, quando os pesquisadores analisaram o tecido de dois pacientes com tumores no fígado e com uma grave anemia microcítica que não respondeu aos suplementos de ferro. O tecido do tumor parecia ter uma superprodução hepcidina, e continha grandes quantidades de mRNA de hepcidina. Remover os tumores cirurgicamente curou a anemia.
Juntas, essas descobertas sugeriram que hepcidina regula a absorção de ferro no organismo.

## Significado clínico
Há muitas doenças em que a falha para absorver adequadamente o ferro contribui para a deficiência de ferro e anemia por deficiência de ferro. O tratamento vai depender dos níveis de hepcidina que estão presentes, como o tratamento por via oral, que será completamente ineficaz se a hepcidina estiver bloqueando a absorção enteral de ferro, em tais casos a administração de ferro parenteral seria o tratamento mais apropriado. Estudos têm observado que a medição hepcidina seria benéfica para estabelecer o tratamento ideal, embora, como esta não é amplamente disponível, a proteína C-reativa (PCR) é utilizado como um marcador substituto.
A β-talassemia, uma das anemias congênitas mais comuns, surge a partir de uma deficiência parcial ou completa de síntese das cadeias de β-globina. Excesso de absorção de ferro é uma das principais características de β-talassemia e pode levar a uma alta morbidade e mortalidade. A série de análises de ratos β-talassêmicos indica que os níveis de hemoglobina diminuíram ao longo do tempo, enquanto que a concentração de ferro no fígado, baço e rins aumentou acentuadamente. A sobrecarga de ferro está associada com baixos níveis de hepcidina. Pacientes com β-talassemia também têm baixos níveis de hepcidina. As observações levaram os pesquisadores a especular que na β-talassemia é absorvido mais de ferro que é necessário para a eritropoiese. O aumento da expressão de hepcidina em ratos β-talassêmicos limitou a sobrecarga de ferro, e também diminui a formação de globinas insolúveis acopladas à membrana e espécies reativas de oxigênio e melhora a anemia. Ratos com maior expressão de hepcidina também demonstraram um aumento da vida útil de seus glóbulos vermelhos, reversão da eritropoiese ineficaz e esplenomegalia, e um aumento nos níveis de hemoglobina. A partir desses dados, os pesquisadores sugeriram que a terapêutica para aumentar os níveis de hepcidina ou agir como agonistas da hepcidina podem ajudar a tratar a absorção  anormal de ferro em indivíduos com β-talassemia e distúrbios relacionados. Em estudos posteriores, em ratos, eritroferrona tem sido sugerida para ser o fator responsável pela supressão da hepcidina. Corrigindo a hepcidina e os níveis de ferro nestes ratos não melhora a sua anemia.

## Leitura complementar
- Camaschella C (2005). «Understanding iron homeostasis through genetic analysis of hemochromatosis and related disorders». Blood. 106 (12): 3710–7. PMID 16030190. doi:10.1182/blood-2005-05-1857